# Vouthon-Bas

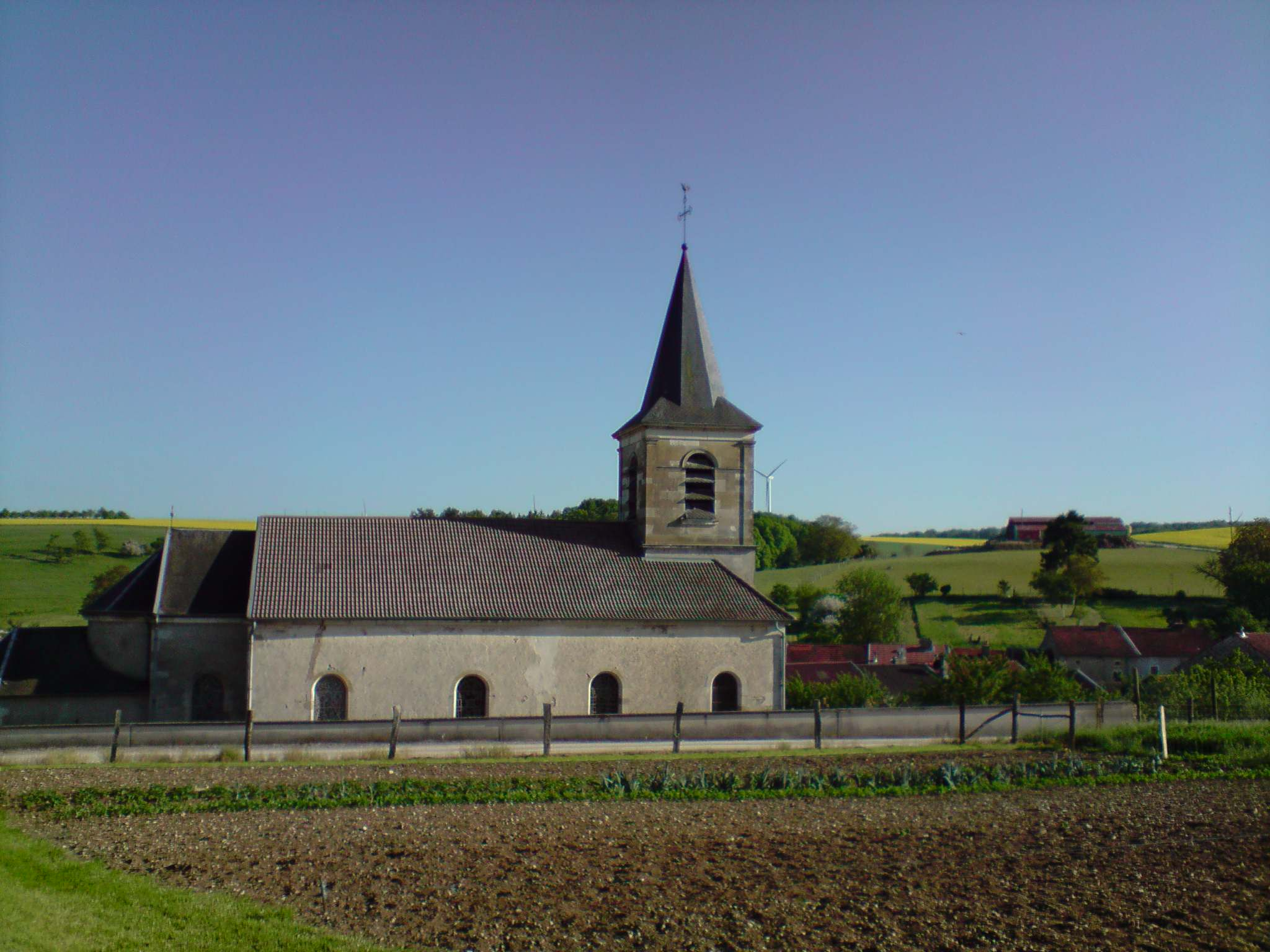
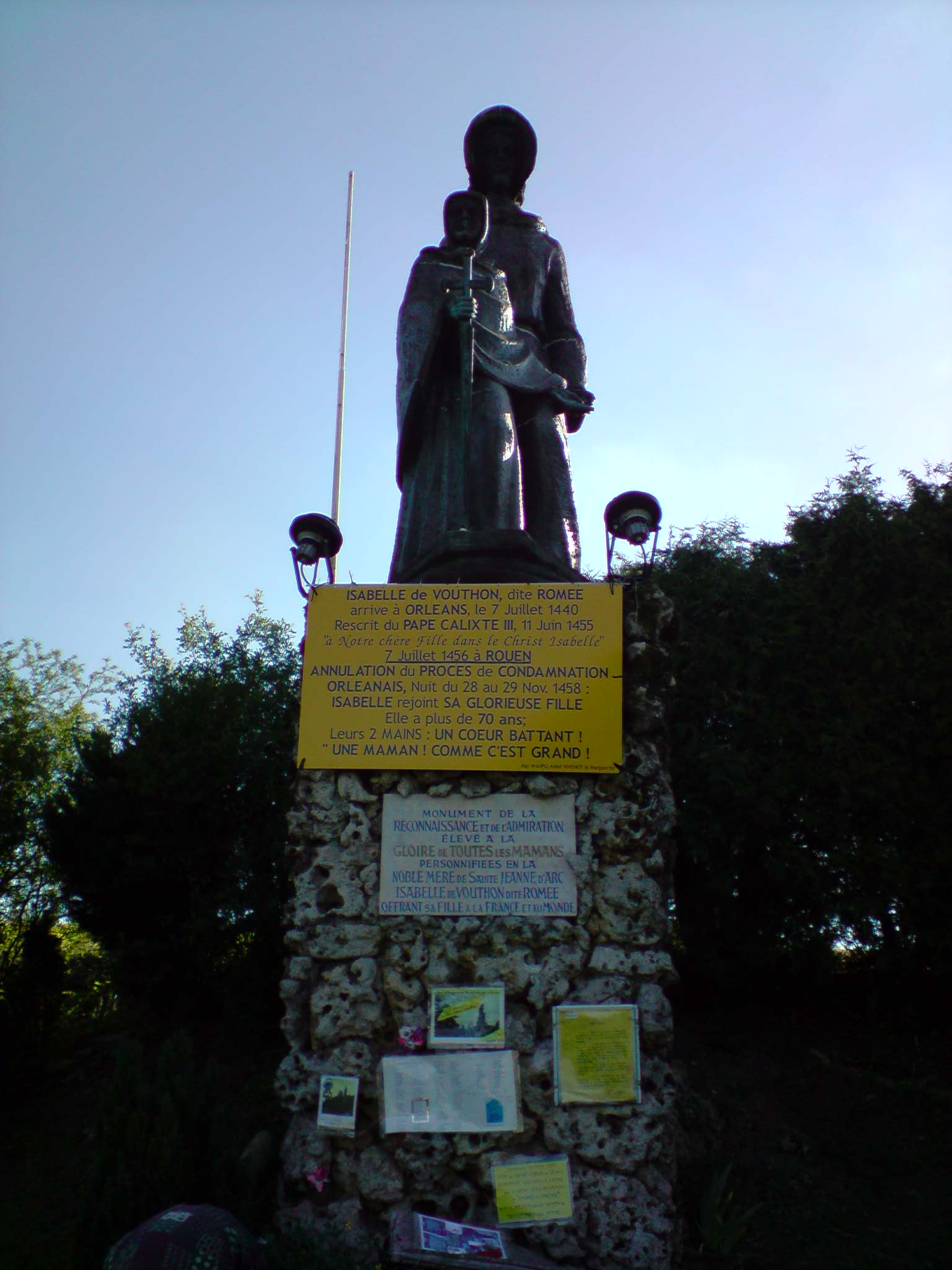

Vouthon-Bas – miejscowość i gmina we Francji, w regionie Grand Est, w departamencie Moza.
Według danych na rok 1990 gminę zamieszkiwało 77 osób, a gęstość zaludnienia wynosiła 11 osób/km² (wśród 2335 gmin Lotaryngii Vouthon-Bas plasuje się na 968. miejscu pod względem liczby ludności, natomiast pod względem powierzchni na miejscu 833.).